# Tituly a vyznamenání Juana Carlose I.

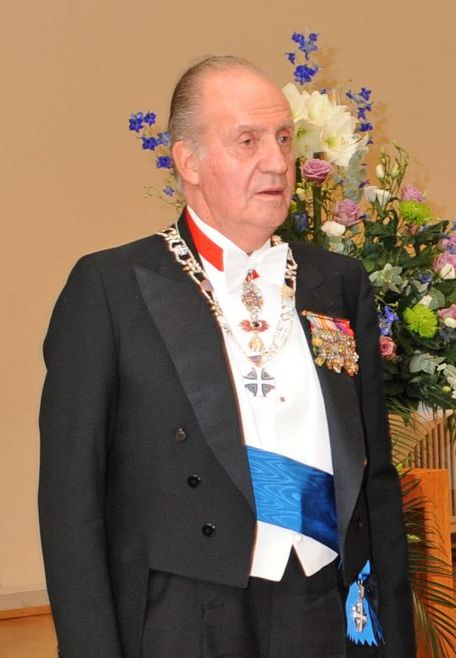
Král Juan Carlos I. s insigniemi Řádu kříže země Panny Marie

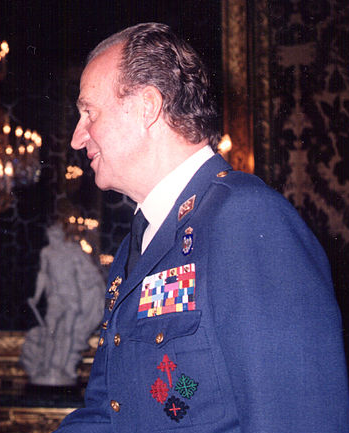
Juan Carlos I. v uniformě s vyznamenáními

Juan Carlos I. obdržel řadu titulů a vyznamenání jak před nástupem na španělský trůn tak i jako španělský král. Španělská ústava z roku 1978 vyhrazuje titul španělského krále osobě panovníka. Ten je také jako panovník oprávněn užívat i další čestné tituly a hodnosti. Během své vlády v letech 1975 až 2014 byl velmistrem španělských rytířských a heraldických řádů. Po králi byla také pojmenována řada míst jak ve Španělsku tak v zahraničí.

## Tituly
- 5. ledna 1938 – 15. ledna 1941: Jeho královská Výsost infant Juan Carlos Španělský
- 15. ledna 1941 – 21. července 1969: Jeho královská Výsost kníže asturský
- 21. července 1969 – 22. listopadu 1975 – Jeho královská Výsost princ španělský
- 22. listopadu 1975 – 19. června 2014: Jeho Veličenstvo španělský král
- 19. června 2014 – dosud: Jeho Veličenstvo král Juan Carlos I. Španělský

Jako vnuk sesazeného krále Alfonse XIII. byl Juan Carlos od narození španělským infantem. Jeho otec infant Jan, hrabě barcelonský, se stal hlavou královského rodu po smrti svého otce a staršího bratra a poté, co se jeho druhý starší bratr zřekl svých práv. Juan Carlos se tak stal titulárním knížetem z Asturie, titul tradičně držený následníkem španělského trůnu. V roce 1969, dvanáct let po přijetí zákona o nástupnictví, španělský diktátor Francisco Franco přeskočil infanta Jana a určil Juana Carlose jako svého nástupce s titulem španělského prince. Po Francově smrti v roce 1975 se tak stal španělským králem.

Královský monogram Juana Carlose I.

### Oficiálně používané tituly
Španělská ústava z roku 1978, v článku II., odst. 56, paragraf 2, vyhrazuje titul španělského krále (rey de España) osobě panovníka. Ten je jako panovník oprávněn užívat i další čestné tituly a hodnosti, které se obvykle vztahují k historickým entitám, tradičně spojených se Španělskou korunou:
- král španělský, kastilský, leónský, aragonský, obojí Sicílie (tj. neapolský a sicilský), jeruzalémský, navarrský, granadský, toledský, valencijský, galicijský, mallorský, sevillský, sardinský, córdobský, korsický, murcijský, menorský, jaénský, algarvský, algecirský, gibraltarský, Kanárských ostrovů, východo- a západoindický a Atlantských ostrovů. (španělsky: Rey de España, de Castilla, de León, de Aragón, de las Dos Sicilias (referido a Nápoles y Sicilia), de Jerusalén, de Navarra, de Granada, de Toledo, de Valencia, de Galicia, de Mallorca, de Sevilla, de Cerdeña, de Córdoba, de Córcega, de Murcia, de Menorca, de Jaén, de los Algarves, de Algeciras, de Gibraltar, de las Islas Canarias, de las Indias Orientales y Occidentales y de las Islas y Tierra Firme del Mar Océano).
- arcivévoda rakouský (Archiduque de Austria);
- vévoda burgundský, brabantský, milánský, aténský a neopatrijský. (španělsky: Duque de Borgoña, Brabante, Milán, Atenas y Neopatria).
- hrabě habsburský, flanderský, tyrolský, rousillonský a barcelonský, (španělsky: Conde de Habsburgo, Flandes, el Tirol, el Rosellón y Barcelona).
- svobodný pán biskajský a molinský, (španělsky: Señor de Vizcaya y Molina).
- etc.[p 1]

## Vyznamenání

Erb Juana Carlose I. jakožto rytíře Řádu zlatého rouna

### Španělská vyznamenání

Erb Juana Carlose I. jakožto rytíře Podvazkového řádu

- 20. velmistr a 1171. rytíř španělského Řádu zlatého rouna – rytíř 1941
- velmistr a rytíř velkokříže s řetězem Řádu Karla III. – velkokříž s řetězem 1962
- de facto hlava Řádu královny Marie Luisy
- velmistr Řádu Isabely Katolické
- velmistr Řádu za občanské zásluhy
- velmistr Řádu Alfonse X. Moudrého
- velmistr Řádu svatého Rajmunda z Peňafortu
- velmistr Vojenského řádu svatého Ferdinanda
- velmistr Řádu za ústavní zásluhy
- velmistr Vojenského řádu svatého Hermenegilda
- velmistr Záslužného odznaku civilní stráže
- velmistr Řádu calatravských rytířů
- velmistr Řádu svatojakubských rytířů
- velmistr Řádu alcántarských rytířů
- velmistr Řádu rytířů z Montesy

### Zahraniční vyznamenání
- Alžírsko
  -  athir Národního řádu za zásluhy – 2. října 2002 – udělil prezident Abdelazíz Buteflika[5]
- Argentina
  -  velkokříž s řetězem Řádu osvoboditele generála San Martína – 1. prosince 1978
- Belgie
  -  velkostuha Řádu Leopolda
- Brazílie
  -  velkokříž s řetězem Řádu Jižního kříže – 16. května 1991
- Bulharsko
  -  rytíř Královského řádu svatých Cyrila a Metoděje
- Česko
  -  Řád Bílého lva I. třídy s řetězem – 1995[6]
- Dánsko
  -  rytíř Řádu slona – 17. března 1980[7]
- Dominikánská republika
  -  velkokříž s řetězem Řádu za zásluhy Duarta, Sáncheze a Melly
- Egypt
  -  velkostuha Řádu Nilu – 18. února 1997
- Ekvádor
  -  velkokříž s řetězem Národního řádu svatého Vavřince
- Estonsko
  -  řetěz Řádu kříže země Panny Marie – 5. července 2007[8]
- Etiopské císařství
  -  rytíř velkokříže s řetězem Řádu Šalomounova
  -  velkostuha Řádu Šalomounovy pečeti
- Filipíny
  -  řetěz Řádu Lakandula – 3. prosince 2007[9]
  -  řetěz Řádu Sikatuna – 18. února 1974[10]
- Finsko
  -  velkokříž s řetězem Řádu bílé růže – 4. června 1975[11]
- Francie
  -  velkokříž Řádu čestné legie – 28. června 1978
  -  velkokříž Národního řádu za zásluhy
- Guatemala
  -  velkokříž s řetězem Řádu Quetzala
- Honduras
  -  velkokříž se zlatou hvězdou Řádu Francisca Morazána – 13. září 1977
- Chile
  -  velkokříž s řetězem Řádu za zásluhy – 4. června 2001
- Indonésie
  -  člen I. Řádu hvězdy Indonéské republiky
- Írán
  -  člen I. třídy Řádu Pahlaví
  -  Pamětní medaile 2500. výročí Perské říše – 14. října 1971[12]
- Island
  -  velkokříž s řetězem Řádu islandského sokola – 16. září 1985[13]
- Itálie
  -  rytíř velkokříže s řetězem Řádu zásluh o Italskou republiku – 26. května 1980[14]
  -  rytíř Řádu zvěstování – 1978
- Jamajka
  -  Řád znamenitosti – 17. února 2009[15]
- Japonsko
  -  velkostuha s řetězem Řádu chryzantémy – 28. října 1980
- Jižní Afrika
  -  velkokříž Řádu dobré naděje – 15. února 1999[16]
- Jižní Korea
  -  Velký řád Mugunghwa – 1996
- Jordánsko
  -  řetěz Řádu al-Husajna bin Alího – 26. března 1985
- Kolumbie
  -  velkokříž s řetězem Řádu Boyacá – 1976
  -  velkokříž s řetězem Řádu San Carlos
- Kostarika
  -  zlatý velkokříž Národního řádu Juana Mory Fernándeze – 26. ledna 1993[17]
- Libanon
  -  speciální třída Řádu za zásluhy
- Litva
  -  velkokříž Řádu Vitolda Velikého se zlatým řetězem – 1. června 2005[18]
- Lotyšsko
  -  velkokříž s řetězem Řádu tří hvězd – 14. října 2004 – udělila prezidentka Vaira Vīķe-Freiberga[19]
- Lucembursko
  -  rytíř Nasavského domácího řádu zlatého lva – 9. července 2005
- Maďarsko
  -  velkokříž s řetězem Záslužného řádu Maďarské republiky – 31. ledna 2005[20]
- Malta
  -  Národní řád za zásluhy – 25. listopadu 2009[21]
- Maroko
  - speciální třída Řádu Muhammada – 25. září 1989
- Mexiko
  -  řetěz Řádu aztéckého orla – 8. října 1977
- Německo
  -  velkokříž speciální třídy Záslužného řádu Spolkové republiky Německo – 19. dubna 1977
- Nepál
  -  Řád cti – 19. září 1983
- Nigérie
  -  velkokomtur Řádu Nigeru
- Nizozemsko
  -  velkokříž Řádu nizozemského lva – 8. října 1985
  -  velkokříž Řádu Oranžské dynastie
  -  Svatební medaile princezny Beatrix Nizozemské a Clause van Amsberg
- Norsko
  -  velkokříž s řetězem Řádu svatého Olafa – 14. dubna 1982
- Království obojí Sicílie
  -  rytíř Řádu svatého Januaria
  -  Konstantinův řád sv. Jiří – 1960[22]
- Omán
  -  Řád Ománu I. třídy, vojenská divize – 1985
- Panama
  -  řetěz Řádu Manuela Amadora Guerrera – 16. září 1977
  -  speciální velkokříž Řádu Vasco Núñeze de Balboa – 27. dubna 1979
- Peru
  -  velkokříž s diamanty Řádu peruánského slunce – 5. července 2004
- Polsko
  -  velkokříž Řádu za zásluhy Polské republiky – 1989[23]
  -  rytíř Řádu bílé orlice – 14. května 2001
- Portugalsko
  -  velkokříž s řetězem Řádu věže a meče – 20. května 1970[24]
  -  velkokříž Řádu Kristova – 23. srpna 1996[24]
  -  velkokříž s řetězem Řádu svatého Jakuba od meče – 11. října 1978[24]
  -  velkokríž Řádu avizských rytířů – 18. června 2007[24][25]
  -  velkokříž s řetězem Řádu prince Jindřicha – 17. dubna 1978[24]
  -  velkokříž s řetězem Řádu svobody – 13. října 1988[24]
- Rakousko
  -  velkohvězda Čestného odznaku Za zásluhy o Rakouskou republiku – 31. ledna 1978[26]
- Rovníková Guinea
  -  velkokříž s řetězem Národního řádu – 1979
- Rumunsko
  -  Řád hvězdy Rumunské socialistické republiky I. třídy – 1979[27]
  -  velkokříž s řetězem Řádu rumunské hvězdy – 2003[28]
- Řecko
  -  velkokříž Řádu Spasitele – 13. května 1962
  -  rytíř velkokříže s řetězem Řádu svatých Jiřího a Konstantina
- Salvador
  -  velkokříž se zlatou hvězdou Řádu José Matíase Delgada, speciální třída – 10. března 1997
- Senegal
  -  velkokříž Národního řádu lva – 13. listopadu 1978
- Slovensko
  -  Řád bílého dvojkříže I. třídy – 2. července 2002 – udělil prezident Rudolf Schuster[29][30]
- Spojené království
  -  970. rytíř Podvazkového řádu – 17. října 1988[31]
  -  Královský Viktoriin řetěz – 22. dubna 1986
- Švédsko
  -  rytíř Řádu Serafínů – 5. října 1979
- Thajsko
  -  rytíř Řádu Rajamitrabhorn – 15. listopadu 1987[32]
  -  rytíř Řádu Mahá Čakrí – 22. února 2006[33]
- Uzbekistán
  -  Řád za vynikající zásluhy – Uzbekistán, 24. ledna 2003 – udělil prezident Islam Karimov za vynikající zásluhy o rozvoj přátelství a spolupráce mezi Španělskem a Uzbekistánem, za prohloubení plodných vzájemně prospěšných vztahů mezi oběma zeměmi, jakož i za velký přínos k posílení míru a stability[34]
- Vatikán
  -  rytíř velkokříže s řetězem Rytířského řádu Božího hrobu jeruzalémského
  -  rytíř velkokříže s řetězem Řádu Pia IX. – 1977[35]
- Venezuela
  -  řetěz Řádu osvoboditele – 8. září 1977
- Zair
  -  velkostuha Národního řádu levharta – 1. prosince 1986

### Ostatní vyznamenání
- Cena Karla Velikého – Cáchy, 20. května 1982
- Cena Simóna Bolívara – UNESCO, 1983
- Nansenova cena – 1987
- Cena Félixe Houphouet-Boignyho za mírové snahy – UNESCO, 1994
- Státní cena Ruské federace – 2010

## Eponyma
- Antarktická základna Juana Carlose I. na Livingstonově ostrově (Jižní Shetlandy)
- letadlová loď Juan Carlos I (patřící španělskému námořnictvu)
- Universita Rey Juan Carlos v Móstoles